# Nujeen Mustafa
Nujeen Mustafa est une écrivaine kurde et militante des droits humains, née le 1er janvier 1999 à Manbij, en Syrie. Elle est connue pour avoir fui à 16 ans la guerre civile syrienne jusqu'en Allemagne en fauteuil roulant, sur plus de 5 000 km. Réfugiée en Allemagne, elle s'engage dans la défense des personnes en situation de handicap et leurs besoins spécifiques lors des conflits armés. 

## Biographie
Nujeen Mustafa est la dernière d'une fratrie de 9 enfants. Sa famille est originaire des environs de Kobané et apparentée à l'homme politique Kurde Bedirxan Beg. Elle a quitté sa région d'origine avant la naissance de Nujeen pour échapper à des représailles. Le frère aîné de Nujeen, le réalisateur allemand d'origine kurde Shiar Mustafa (dont le nom de plume est Shiar Abdi), a émigré en Allemagne au début des années 1990. 

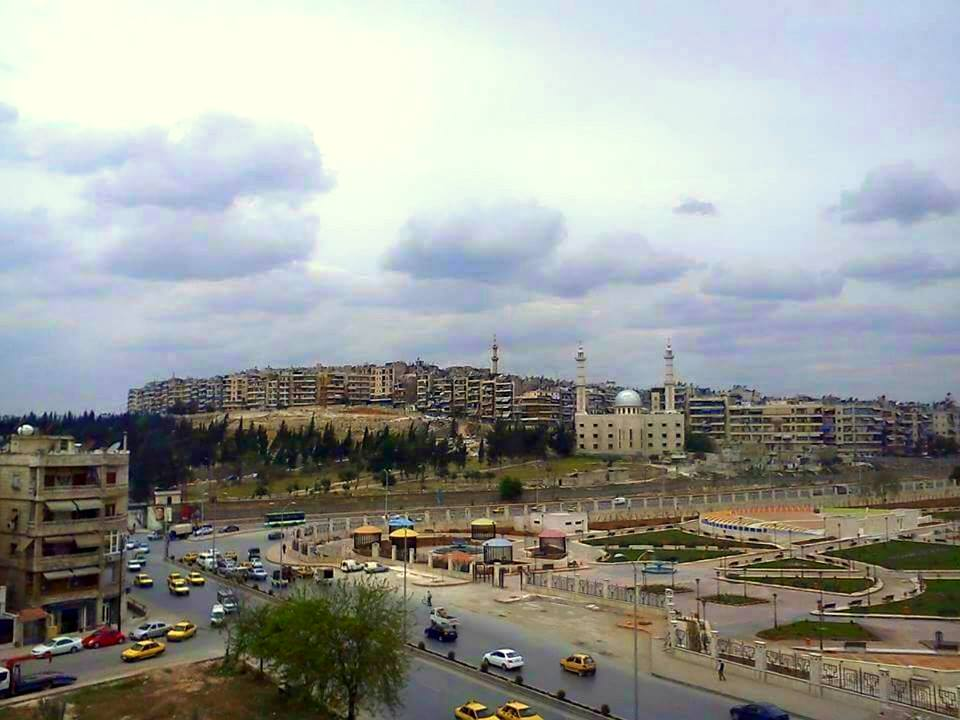
Le parc Al-Snoubari dans le quartier de Cheik Maqsoud en 2011.

Dès sa naissance, Nujeen est atteinte de paralysie cérébrale. À l'âge de 4 ans, elle déménage, avec sa famille, dans le quartier de Cheikh Maqsoud à Alep, au moment où l'un de ses frères et deux de ses sœurs entreprennent leurs études universitaires. Nujeen, de santé fragile, n'est pas scolarisée et l'une de ses soeurs lui apprend à lire et à écrire en empruntant des manuels scolaires dans une école du quartier. Elle continue de se cultiver en lisant et en regardant des documentaires sur les chaînes satellites et apprend à parler l'anglais en regardant la série télévisée des jours et des vies. Fin juillet 2012, alors que les troupes régulières de l'armée syrienne bombardent Alep, la famille retourne à Manbij, alors sous contrôle de l'Armée Syrienne Libre. À l'été 2014, alors que DAESH s'empare de la ville de Manbij, Shiar Mustafa réussit à convaincre ses proches de quitter la Syrie, et organise leur transfert vers Gaziantep en Turquie. Depuis la Turquie, elle entreprend un long voyage d'exil vers l'Allemagne, en fauteuil roulant, avec l'une de ses sœurs. Elles traversent la Méditerranée sur un canot où d'autres migrants les aident à embarquer depuis Lesbos. Nujeen est alors interviewée par un journaliste espagnol, ce qui lui vaut une première notoriété.  Elles traversent 9 pays avant d'arriver en Allemagne,,. Arrivée en Allemagne, elle obtient le droit d'asile en Décembre 2015 et  s'installe à Wesseling où elle suit des cours dans une école pour personnes handicapées.

## Réalisations comme militante
Elle a co-signé un livre sur sa vie qui a été traduit en français.  Elle a également participé à des talk-show à la télévision allemande et britannique où elle relate son expérience. Elle est incluse dans la liste des 100 femmes de la BBC en 2018. Elle s'engage pour la défense des droits des personnes en situation de handicap dans les conflits, afin de sensibiliser les agences de l'ONU à leur cause. En 2019, elle devient la première personne handicapée à s'exprimer devant le Conseil de sécurité des Nations unies et reçoit le prix Alison Des Forges Award for Extraordinary Activism de la part de Human Rights Watch. 

## Livres
- Nujeen Mustafa, Christina Lamb et Fabienne Gondrand, Nujeen: l'incroyable périple, HarperCollins, coll. « Poche », 2017, 270 p. (ISBN 979-10-339-0160-0).